# 고고야금학
고고야금학(archaeometallurgy) 또는 고고금속공학은 과거에 금속이 어떻게 사용되었는지 연구하는 고고학 및 고고과학이다. 철기시대 이전 부터 쓰인 비철금속에 대한 연구와 철을 활용한 제강법에 대한 연구로 나뉜다.

## 같이 보기
- 자연 구리